# Vigselring

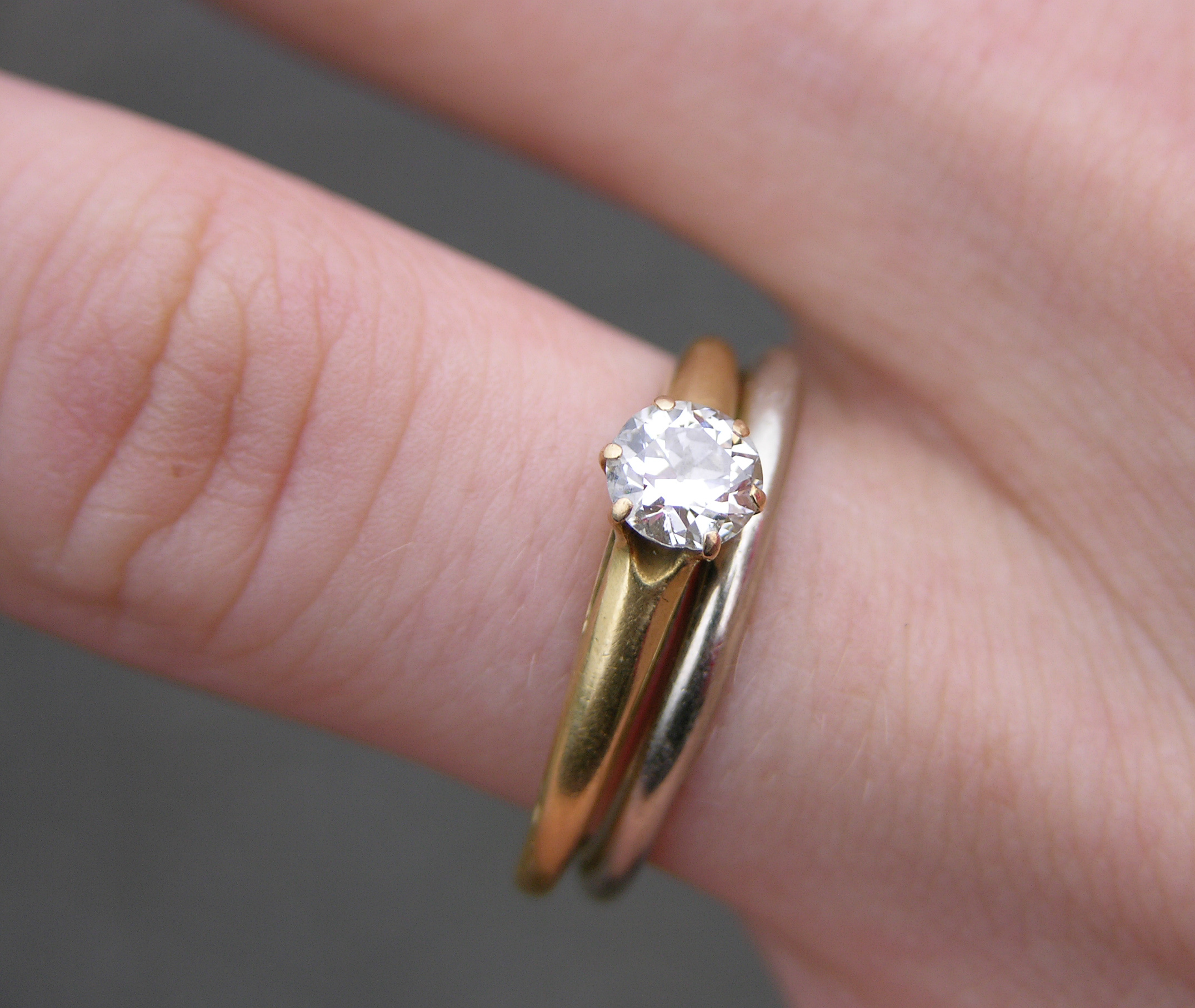
Vigselring (slät) sitter innerst och förlovningsring (med diamant).

En vigselring är en fingerring som bärs av makar för att påminna och visa på den trohetsed som de har avgett vid vigseln. Sedvänjan att bära vigselring har anor  i romersk rätt även om bruket har ändrats med tiden. Traditionen att bära vigselring går tillbaka till romartiden. Då var det främst kvinnan som fick en ring av mannen. Numer bär vanligen båda ring; kvinnan vanligen förlovnings- och vigselring, mannen ofta bara vigselring. Att bära vigselring är ett bevis på den trohetsed man ger varandra. Även vid samkönade äktenskap bärs ringar, också efter makarnas eget val.
I Sverige bärs vigselringen på den vänstra handens ringfinger. Ursprunget att bära ringen på vänstra handens ringfinger kommer av att man i antikens Egypten ansåg att det gick en ven från detta finger direkt till hjärtat. Hjärtat ansågs av egyptierna vara själens ursprung. Dock går alla vener till hjärtat. Denna tradition togs sedan upp av grekerna efter Alexander den Stores erövring av landet 332 f.Kr. och därifrån vandrade den vidare till Romarriket där venen benämndes Vena Amoris. Traditionen att bära vigselringen på vänster hand förekommer förutom i Sverige även i Storbritannien och USA. I de flesta andra västerländska länder bärs i stället vigselringen på höger hand. Då med hänvisning till att det är med höger hand man beseglar avtal, och att ringen är en besegling av trohetslöftet. Frågan om vilken hand som är lämpligast har debatterats livligt sedan medeltiden. De engelska katolikerna gick först på 1700-talet över från höger till vänster hand.
Hur en vigselring ska se ut finns det inga bestämmelser kring. Det är upp till var och ens tycke och smak. Modet kring vigselringar ändras dock hela tiden. I vissa kulturer ska vigselringen utformas på ett speciellt sätt för att visa vilken samhällsklass man tillhör.
Förut var vigselringarna i huvudsak av rött guld. Idag ser man mer personligt utformade ringar och materialen kan variera. Metall är fortfarande vanligast som vitt guld, platina, titan, silver och järn. Det är även vanligt att man väljer att beställa en inskription på insidan av vigselringen där det brukar stå namn och datum då vigseln ägde rum. Även plats, citat och talesätt brukar förekomma som inskription.